# Avarua satchelli
Avarua satchelli — вид аранеоморфних павуків з підродини Ballinae в родині павуків-скакунів. Єдиний вид роду Avarua. Вид ендемік Островів Кука.

## Етимологія
Назва роду — Avarua, дана на честь місця, де мешкає цей павук — міста Аваруа (столиця держави Острови Кука).